# ビシャン駅
ビシャン駅（ビシャンえき、英語:Bishan MRT Station）は、シンガポールの中部にある、MRT南北線とMRT環状線の駅。シンガポールにMRTが初めて開通した際に作られた駅。

## 駅構造
相対式ホーム2面2線のホームを持つ駅。
| A | ■南北線 | ジュロン・イースト方面 |
| B | ■南北線 | マリーナ・ベイ方面     |

島式1面2線のホームを持つ駅。
| A | ■環状線 | ドビー・ゴート方面     |
| B | ■環状線 | ハーバー・フロント方面 |

## 歴史
- 1987年11月7日 南北線開業
- 2008年7月27日 南北線のマリーナ・ベイ方面行き新ホームが運用開始
- 2009年5月22日 南北線のジュロン・イースト方面行きホームにてスクリーンドアが運用開始
- 2009年5月28日 環状線開業